# نوکیا ۵۷۳۰ اکسپرس
نوکیا ۵۷۳۰ اکسپرس یک‌نمونه از گوشی‌های تلفن همراه سری ۵۰۰۰ شرکت نوکیا می‌باشد که توسط همین شرکت به بازار عرضه شده‌است.